# Catena Casina-Umbrail-Pizzo della Forcola
La Catena Casina-Umbrail-Pizzo della Forcola (Murtaröl-Umbrail-Costainas-Kette in tedesco) è un massiccio montuoso delle Alpi della Val Müstair. Si trova in Italia (Lombardia e Trentino-Alto Adige) e in Svizzera (Canton Grigioni). Prende il nome dalle tre montagne più significative: la Cima la Casina, il Piz Umbrail ed il Pizzo della Forcola.

## Collocazione
Secondo le definizioni della SOIUSA la Catena Casina-Umbrail-Pizzo della Forcola ha i seguenti limiti geografici: Passo del Forno, Val Monastero, Val Venosta, Valle di Trafoi, Passo dello Stelvio, Valle del Braulio, Valle di Fraele, Passo d'Alpisella, Val Alpisella, torrente Spöl, Valle del Forno, Passo del Forno.
Essa raccoglie la parte sud delle Alpi della Val Müstair.

## Classificazione
La SOIUSA definisce la Catena Casina-Umbrail-Pizzo della Forcola come un supergruppo alpino e vi attribuisce la seguente classificazione:
- Grande parte = Alpi Orientali
- Grande settore = Alpi Centro-orientali
- Sezione = Alpi Retiche occidentali
- Sottosezione = Alpi della Val Müstair
- Supergruppo = Catena Casina-Umbrail-Pizzo della Forcola
- Codice =  II/A-15.V-A

L'AVE inserisce tutta la Catena Casina-Umbrail-Pizzo della Forcola tra le Alpi dell'Ortles (più precisamente la collega al supergruppo Gruppo Ortles-Cevedale).

## Suddivisione
La Catena Casina-Umbrail-Pizzo della Forcola viene suddivisa in un solo gruppo e tre sottogruppi:
- Gruppo del Casina (1)
  - Gruppo Casina-Umbrail (1.a)
  - Gruppo del Pizzo Forcola (1.b)
  - Gruppo del Piz d'Aint (1.c)

## Montagne

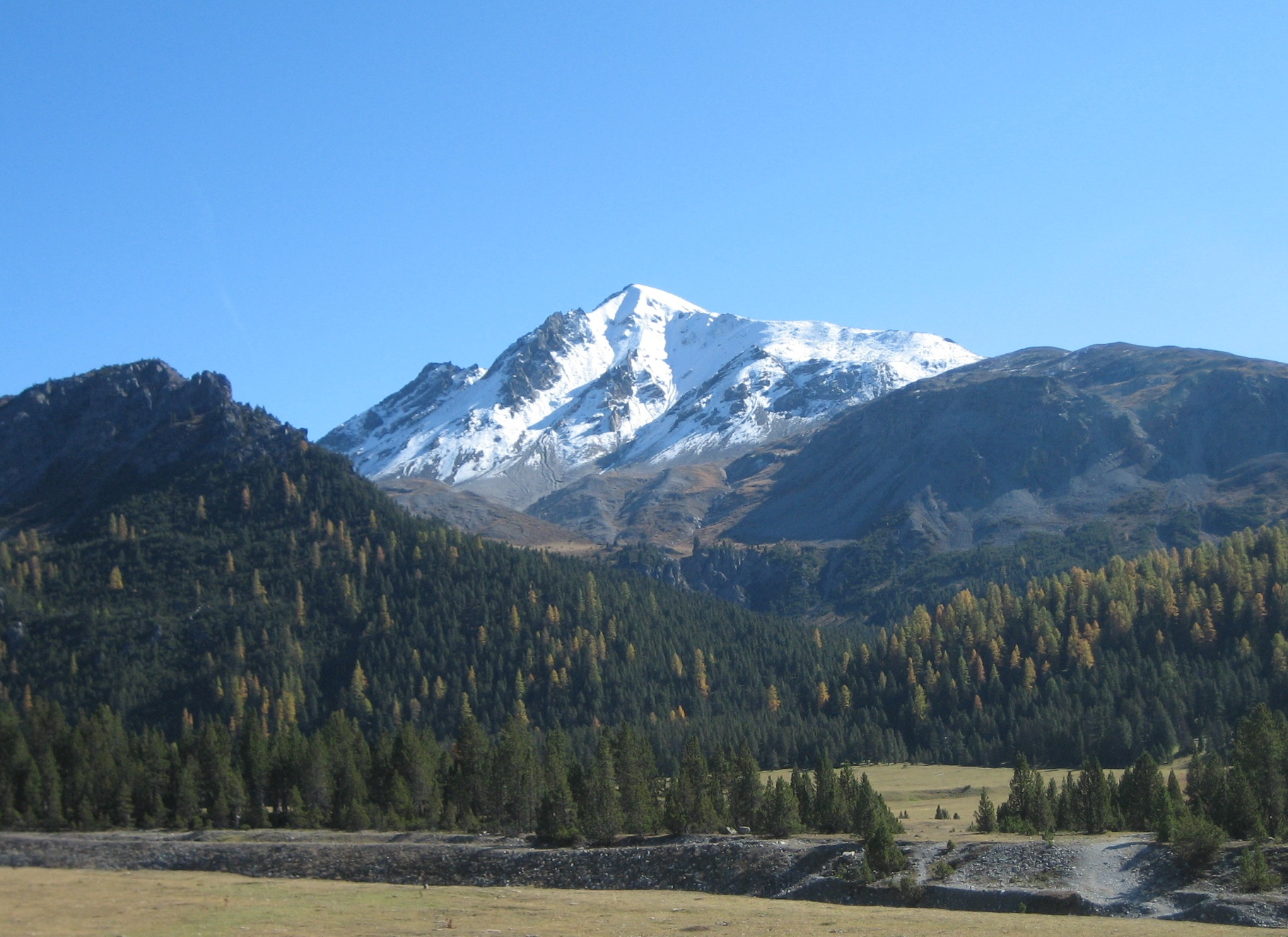
Il Piz Daint.

Le montagne principali appartenenti alla Catena Casina-Umbrail-Pizzo della Forcola sono:
- Cima la Casina - 3.180 m
- Monte Cornaccia - 3.144 m
- Monte Cassa del Ferro - 3.140 m
- Piz Schumbraida - 3.120 m
- Piz Umbrail - 3.033 m
- Punta Rosa - 3.026 m
- Piz Chazforà - 3.006 m
- Piz Costainas - 3.004 m
- Piz Pala Gronda - 3.002 m
- Piz Daint - 2.968 m
- Piz Rims - 2.965 m
- Punta da Rims - 2.947 m
- Piz Minschuns - 2.934 m
- Pizzo della Forcola - 2.906 m
- Cima Garibaldi - 2.843 m
- Monte Cavallaccio - 2.763 m